# برت لی
برت لی (به انگلیسی: Bert Lee) بازیکن فوتبال زادهٔ اوت ۱۸۷۹ اهل کشور انگلستان بود که سابقهٔ بازی در تیم ملی فوتبال انگلستان را در کارنامهٔ خود دارد. وی در تاریخ ۲۹ فوریه ۱۹۰۴ تنها بازی ملی خود را در مقابل تیم ملی فوتبال ولز انجام داد.